# Czesław Kobuzowski
Czesław Wincenty Kobuzowski, herbu Mora (ur. w 1817 w Sulistrowej, zm. 4 stycznia 1884 tamże) – ziemianin, polityk demokratyczny, poseł na Sejm Ustawodawczy w Kromieryżu.
Ziemianin, współwłaściciel w latach 1851-1862 wraz z bratem Bogusławem a od 1862 samodzielnie. dóbr Sulistrowa w pow. krośnieńskim. Dominium to obejmowało w 1855 wsie Draganowa, Smereczne i Sulistrowa oraz przysiółek Pałacówkę. Członek Wydziału Okręgowego w Krośnie (1869-1883) a w latach 1871-1873 delegat do ogólnego zgromadzenia Galicyjskiego Towarzystwa Kredytowego Ziemskiego we Lwowie. Członek c. k. Towarzystwa Gospodarczo-Rolniczego w Krakowie (1875-1884).
Aktywny politycznie w okresie Wiosny Ludów. Poseł do Sejmu Konstytucyjnego w Wiedniu i Kromieryżu (10 lipca 1848 – 7 marca 1849), wybrany w galicyjskim okręgu wyborczym Żmigród. W parlamencie należał do „Stowarzyszenia” skupiającego demokratycznych posłów polskich.
Działacz Polskiego Stronnictwa Demokratycznego. Członek (1870, 1875-1884) Rady Powiatu z grupy większej własności; członek (1870, 1877), zastępca członka (1875-1876), i wiceprezes (1879-1881) Wydziału Powiatowego w Krośnie. Członek powiatowej komisji szacunkowej wymiaru podatku gruntowego w Krośnie (1871-1872, 1875-1882).
Współzałożyciel Fundacji Pamiątkowej im. Ignacego Łukasiewicza założonej po śmierci wybitnego chemika, mającej na celu zbieranie funduszy na "nagrody honorowe dla wójtów gmin wiejskich jako dowód obywatelskiego uznania za zasługi, sięgającego wysoko ponad miarę zwykłego spełnienia obowiązku, jako zachętę do naśladowania dla innych, jako hołd dla niepospolitych przymiotów charakteru, w służbie publicznej objawionych.", które miałby wręczać Wydział Krajowy. Niestety ta inicjatywa środowiska demokratów nie doczekała się realizacji.

## Rodzina i życie prywatne
Urodził się w rodzinie ziemiańskiej, jego ojcem był Grzegorz Jakub (ur. 1764) i Zofii z Łepkowskich. Miał braci: ziemianina Emeryka i lekarza Bogusława. Ożenił się z Franciszką z Łepkowskich, mieli dwóch synów Antoniego i Mieczysława oraz córki Celestynę, żonę Bolesława Żurowskiego i Franciszkę Marię Michalinę, żonę Karola Petelenza.